# Lou Monte
Lou Monte (de son vrai nom Louis Scaglione) est un chanteur et guitariste de jazz Italo-Américain né le 2 avril 1917 à Manhattan (New York) et mort le 12 juin 1989 à Fort Lauderdale en Floride.
Monte est connu pour avoir été "The King of Italian-American Hit Records", littéralement "Le Roi des Hits Italo-Américains".  Sa famille, émigrée de Calabre, s'était installée dans le New Jersey. La plupart de ses chansons étaient chantées en napolitain, calabrais et sicilien, puis littéralement retranscrites en Anglais et inversement.

## Discographie

### Singles
- 1953 - Jealous of You / Angelina
- 1953 - A Baby Cried / One Moment More
- 1954 - Darktown Strutters Ball / I Know How You Feel
- 1954 - Somewhere There Is Someone / Won't You Forgive Me
- 1954 - Chain Reaction / Vera's Veranda
- 1954 - Italian Huckle-Buck / Just Like Before
- 1954 - When I Hold You In My Arms / In My Dreams
- 1954 - Cats Whiskers / Roulette
- 1955 - How Important Can It Be / Truly Yours
- 1955 - The Italian Wallflower / Dream Boat
- 1955 - Bella Notte / With You Beside Me
- 1955 - Yaller Yaller Gold / King Of The River
- 1955 - Tombolee Tombola / Rosina
- 1955 - Santo Natale / Italian Jingle Bells
- 1955/60 - The Long Way / Repeat These Words After Me
- 1956 - Nina, The Queen of the Teeners / Pony Tail
- 1956 - If I Knew You Were Coming I'd've Baked A Cake / Ask Your Heart
- 1956 - Elvis Presley For President / If I Was A Millionaire
- 1956 - Roman Guitar / Some Cloud Above
- 1957 - Calypso Italiano / Someone Else Is Taking You Home
- 1957 - Musica Bella / The Wife
- 1957 - Ha! Ha! Ha! / Round and Round My Heart
- 1958 - Lazy Mary / Angelique
- 1958 - Eh Marie, Eh Marie / Sheik of Araby
- 1958 - Marianna / Strada 'Nfosa
- 1958 - Skinny Lena / Where Do You Work Marie
- 1959 - Pizza boy-U.S.A. / The Italian Cowboy Song
- 1959 - The Angel in The Fountain / Solo Per Te
- 1959 - Pistol Packin` Mama / Have Another
- 1959 - All Because it's Christmas / Santa Nicola
- 1960 - Remember This Gumba / Guarda Che Luna
- 1960 - Darktown Strutters’ Ball / Half A Love
- 1960 - Bim Bam Bu / Oh, Oh, Rosie
- 1960 - The Huckle-Buck / Always You
- 1960 - Dominick The Italian Christmas Donkey / Christmas at Our House
- 1960-61 - The Three Italian Bears / Come Prima*
- 1961 - A Good Man is Hard to Find / Sixteen Tons
- 1961 - Oh! My Pa-Pa, O Mio Papa / Tici Ti Tici To Tici Ta
- 1961 - The Sheriff Of Sicily / Katareena
- 1962 - Pepino The Italian Mouse / What Did Washington Say (When he Crossed The Delaware)
- 1962 - Twist Italiano / Oh Tessie
- 1962 - Please Mr. Columbus (Turn the Ship Around) / Addio, Addio
- 1963 - Down Little Doggie / La Luna Si Cuole Sposare
- 1963 - Pepino’s Friend Pasqual (The Italian Pussy-Cat) / I Like You, You Like Me, Eh Paisan
- 1963 - Bossa Nova Italiano / Limbo Italiano
- 1963 - Paulucci / You're So Smart, You’re So Smart, Eh Papa
- 1963 - Who Stole My Provolone / Hootennany Italian Style
- 1964 - A Baby Cried / Rooster And The Hen
- 1964 - Hello Dolly / Jungle Louie
- 1964 - Too Fat Polka / You're So Bella Isabella
- 1964 - I Want To Hold Your Hand (Italian Style) / My Paisan's Across The Way
- 1965 - Six O'Clock Supper / Mama Get The Hammer
- 1965 - Oh Lonesome Me / Paul Revere's Horse
- 1965 - I Know How You Feel / Mixed Up Bull From Palermo
- 1965 - No, No Don’t Cry, My Love / Don’t Wish Your Heartbreak On Me
- 1966 - Cheech the Cat / Makin' Whoopee
- 1966 - Seventeen / Oh How I Miss You Tonight
- 1967 - There'll Be Some Changes Made / When You Get What You Want
- 1967 - Digga Digga Baby / A Girl, A Girl
- 1967 - I Don't Play With Matches Anymore / All For The Kids*
- 1968 - My Wife, The Dancer / Leaky Gondola
- 1969 - Goombar Custer’s Last Stand / Tattooed Susie
- 1972 - I Really Don't Want To Know / I Have An Angel In Heaven
- 1972 - She's Got To Be A Saint /
- 1976 - Paul Revere's Horse / Jerusalem, Jerusalem
- 1977 - Crabs Walk Sideways / Nicolina
- 1981 - Shadda Up You Face / Lazy Mary

(*)Uniquement pour les radios, à titre promotionnel.

### EP
Lou Monte Sings for You (196x) 
RCA Victor    EPA-4177
1. Lazy Mary
2. Don't Say Forever
3. Mama
4. Just Say I Love Her

Lazy Mary (196x) 
RCA Victor    EPA-5105
1. Darktown Strutters Ball
2. Lazy Mary
3. Eh, Marie! Eh, Marie!
4. Italian Huckle Buck

Lou Monte Darktown Strutters Ball
RCA Victor  EPA-568 
1. A Baby Cried
2. One Moment Please
3. Darktown Strutters Ball
4. Won't You Forgive Me

Pepino, the Italian Mouse & Other Italian Fun Songs (1961)
Reprise # R-6058 EP
1. Pepino the Italian Mouse
2. Twist Italiano
3. What did Washington Say
4. Please Mr. Columbus (Turn The Ship Around)
5. A Good Man is Hard to Find
6. Mala Femmena
7. Show Me the Way to Go Home

### Albums
Here's Lou Monte (1958)
RCA CAMDEN   Cal-455
1. Tombolee Tombola
2. Bella Notte
3. Rosina! (The Menu Song)
4. Angelina
5. I've Got A Crush On You
6. Liza (All the Clouds'll Roll Away)
7. Fascinating Rhythm
8. Mine
9. Jealous Of You (Tango della Gelosia)
10. A Baby Cried

Lou Monte Sings for You (1958) 
RCA Victor    LPM 1651 
1. Lazy Mary (Luna Mezza Mare)
2. Don't Say Forever (O sole mio)
3. Just Say I Love Her
4. When I Hold You In My Arms
5. I Have But One Heart
6. Darktown Strutters Ball (Italian Style)
7. Mama(Mamma)
8. Tango Of Roses (Tango del Rosa)
9. Now Is The Time (Torna a Surriento)
10. Roman Guitar (Chitarra Romana)
11. Non Dimenticar (Don't Forget)
12. Italian Huckle-Buck (The Huckle Buck)

Lou Monte Sings Songs for Pizza Lovers (1958)
RCA Victor    LPM-1877
1. The Sheik Of Araby (Italian Style)
2. Jealous Of You (Tango Della Gelosia)
3. Bony Lena
4. Calypso Italiano
5. If I Knew You Were Comin' I'd've Baked A Cake (Italian Style)
6. Ha! Ha! Ha! (Cha lla La!)
7. Eh, Marie! Eh, Marie!
8. The Wife (La Mogliera)
9. Musica Bella (The Beautiful Music Of Love)
10. Angelique
11. Round And Round My Heart
12. Italian Jingle Bells

Italian House Party  (1959)
RCA Victor    LPM 1976
1. Hey Gumbaree (Bibadee Bobadee Bu)
2. Tell Me You're Mine
3. Where Do You Work Marie
4. Senza Mama E Nnammurata!
5. Solo Perte (Only for You)
6. Pizza Boy USA
7. The Italian Cowboy Song
8. The Angel In The Fountain
9. Skinny Lena
10. Strada 'Nfosa
11. Marianna
12. Bella Donna

Italiano USA (1960)
Roulette         R-25126 / SR-25126
1. The Huckle-Buck (Italian Style)
2. Always You
3. Stella D'Amore (Star Of Love)
4. Rag Mop
5. Half A Love
6. Bim Bam Bu (Fruit Store Man)
7. Music Goes 'Round And Round
8. Tango Della Gelosia
9. Innamorata (Sweetheart) from the Paramount film "Artistes et Modèles"*
10. (The New) Darktown Strutters' Ball (Italian Style)
11. Dawn Of Love (L'Edera)
12. Lazy River (Italian Style)

Lou Monte Sings the Great Italian American Hits (1961) 
Reprise           R-6005 / R9-6005
1. That's Amore
2. Sixteen Tons
3. Sorrento
4. Volare
5. Abbracciami
6. I'm Walkin'
7. A Good Man Is Hard To Find
8. Chitarra Romana (Roman Guitars)
9. O Sole Mio
10. Luna Luna Luna Lu
11. Via Veneto
12. Comm'e Bella A Stagione (When I Hold You In My Arms)

Lou Monte Live!!! In Person (1962)
Reprise          R-6014 / R9-6014
1. Just Say I Love Her
2. Darktown Strutters Ball
3. Roman Guitars (Chitarra Romana)
4. Sheik Of Napoli (Sheik of Napoli)
5. Lazy Mary
6. Mama
7. Eh Marie, Eh Marie
8. Mala Femina
9. Self - Portrait of Lou Monte at Home
10. 16 Tons
11. When I Lost You
12. Skinny Lena
13. Sorrento

Pepino, the Italian Mouse & Other Italian Fun Songs (1962)
Reprise          R-6058            LP
1. Pepino, the Italian Mouse
2. Calypso Italiano
3. Oh Tessie
4. Tici Ti-Tica To-Tici Ta
5. Show Me the Way to Go Home
6. What did Washington Say (When He Crossed The Delaware)
7. Please Mr. Columbus (Turn The Ship Around)
8. A Good Man is Hard to Find
9. Eh Marie, Eh Marie
10. Sixteen Tons
11. Mala Femmena
12. Twist Italiano

Spotlight on Lou Monte & Botti-Endor Quartet  (1962) 
SDLP-149     Stereo Spectrum Records / Design Records
1. Oh Mari, O' Sole Mio, Oh Mari
2. Tell You What I'm Gonna Do
3. Oh Baby Kiss Me
4. Yesterday's Memories
5. Pullechinella
6. Americano
7. You're Welcome
8. Ciao Capri
9. If I Could Know
10. Funiculi Funicula, Marenariello, Funiculi Funicula

More Italian Fun Songs From Lou Monte & The Gang (1963)
Reprise           R-6099 / R9-6099
1. Pepino's Friend Pasqual (The Italian Pussy-Cat)
2. La Luna Si Vuole Sposare
3. Pepino's Cha Cha
4. Tell Me That You Love Me (Parlami D'Amore Mariu)
5. I Like You You Like Me Eh Paisan
6. Paulucci (The Italian Parrot)
7. Bossa Nova Italiano
8. You're So Smart, You're So Smart, Eh Papa
9. Arrivederci, Roma
10. Tijuana Italiano
11. Oh! My Pa-Pa O Mio Papa
12. Limbo Italiano

Lou Monte's Golden Hits (1964)
Reprise          R-6118 / RS-6118
1. Lazy Mary (Luna Mezzo Mare) (LIVE)
2. Roman Guitar (Chitarra Romana)
3. Pepino The Italian Mouse
4. Mama (LIVE)
5. Darktown Strutters Ball (LIVE)
6. Please Mr. Columbus (Turn The Ship Around)
7. The Shiek of Araby (LIVE)
8. When I Hold You In My Arms (Comm'a Bella'a Stagione)
9. Eh Marie, Eh Marie (LIVE)
10. Pepino's Friend Pasqual
11. Mala Femmena (LIVE)
12. What Did Washington Say

The Mixed-Up Bull from Palermo (1965)
Reprise          R/RS-6155
1. The Mixed Up Bull From Palermo
2. Think It Over
3. My Paisan's Across The Way
4. Hootennany Italian Style
5. I Know How You Feel
6. Skinny Lena
7. Hello Dolly (Italian Style)
8. You're So Bella, Isabella
9. Jungle Louie (The Italian Tarzan)
10. Too Fat Polka (Italian Style)
11. Who Stole My Provolone
12. Down Little Doggie

The Best of Lou Monte (1966)
RCA Victor   LPM 3672 / LSP 3672
1. The Darktown Strutters Ball
2. Italian Huckle Buck
3. Roman Guitars
4. Lazy Mary
5. Eh Marie, Eh Marie
6. The Shiek of Araby
7. Just Say I Love Her
8. Hey Gumbaree(Bibadee Bobadee Bu)
9. When I Hold You In My Arms (Comm'a Bella'a Stagione)
10. Skinny Lena
11. Calypso Italiano

Lou Monte Sings Good Time Songs (1967)
RCA Victor    LPM-3705 /LSP-3705
1. Oh How I Miss You Tonight
2. By The Light of The Silvery Moon
3. The Gang That Sang Heart Of My Heart
4. Wedding Bells Are Breaking up That Old Gang Of Mine
5. I Wonder Who's Kissing Her Now
6. Let The Rest Of The World Go By
7. When Your Old Wedding Ring Was New
8. What Can I Say After I Say I'm Sorry
9. Maybe
10. Are You Lonesome Tonight
11. That Old Gang Of Mine
12. Who's Sorry Now

Lou Monte, Fun Italian Style (197X)
Tele House     CD-2046       (2 LP set)
Disque 1
1. Pepino the Italian Mouse
2. Eh Marie, Eh Marie
3. Sixteen Tons
4. Hello Dolly
5. Too Fat Polka
6. Jungle Louie
7. Lazy Mary
8. The Sheik of Napoli
9. My Paisans Across The Way
10. Bossa Nova Italiano
11. What Did Washington Say (When He Crossed The Delaware)
12. Pepino's Cha Cha Cha
13. That's Amore

Disque 2
1. Darktown Strutters Ball
2. Calypso Italiano
3. Paulucci (The Italian Parrot)
4. Twist Italiano
5. Hootenanny Italian Style
6. Tijuana Italiano
7. A Good Man is Hard To Find
8. Skinny Lena
9. I'm Walking
10. Think it Over
11. Oh TessieTake
12. Please Mr. Columbus (Turn The Ship Around)
13. Pepino's Friend Pasqual (The Italian Pussy-Cat)

Lou Monte Discovers America (1976)
Tele House    CDS-1
1. Paul Revere's Horse
2. What Did Washington Say
3. Please Mr. Columbus
4. Skinny Lena
5. Nicolena
6. Heart of My Heart
7. By the Light of the Silvery Moon
8. Who's Sorry Now
9. That Old Gang of Mine
10. Oh How I Miss You Tonight
11. Maybe
12. Let the Rest of the World Go By

Lou Monte's Greatest Hits (1977)
Laurie Records    LES-4005
1. Peppino, Jealous of You
2. The Sheik of Napoli
3. Paul Revere's Horse
4. Mama
5. Lazy Mary
6. Skinny Lena
7. Jerusalem, Jerusalem
8. Nicolena
9. Crabs Walk Sideways
10. In My Own Little Way I Pray
11. Darktown Strutter's Ball

Shaddap You Face (1981)
AFE Records    AFE-7500
1. Shaddap You Face
2. Skinny Lena
3. Babalucci
4. Mama
5. Pepino the Italian Mouse
6. Darktown Strutters Ball
7. Lazy Mary
8. Nicolina
9. Jealous of You
10. The Sheik of Araby

Pepino Meets Babalucci (198?)
LSFD Records 
1. Babalucci
2. Shaddap You Face
3. Pepino the Italian Mouse
4. Nicolina
5. Skinny Lena
6. Lazy Mary
7. Angel in Heaven
8. She's Got to Be a Saint
9. Mama
10. Mala Femina
11. Jealous of You
12. Bella Notta

### CD
Here's Lou Monte (CD) (1997)
BMG/Special Music # CDA1-0455 (RCA Victor ré-édition de l'album du même nom)
The Very Best Of Lou Monte (1997)
Taragon Records    BMG Special Products (RCA Victor ré-édition)
TARCD-1030    DRC1-1428
Lou Monte Sings Songs for Pizza Lovers/Lou Monte Sings for You  (1999)
Collectable Records Corp. BMG Special Products  (RCA Victor ré-édition)
COL-CD-2745       DRC1 2333
Chansons de l'album "Songs For Pizza Lovers" édité à l'origine par RCA en 1958)
(L'album "Lou Monte Sings for You" était à l'origine édité par RCA en 1958)
Lou Monte The Best Of RCA VICTOR Recordings (2003)
Taragon Records    BMG Special Products (RCA Victor ré-édition)
TARCD-1101   DRC23075
Lou Monte's Golden Hits (2004)
Collector  COL-CD-6156 (Ré-édition de l'album du même nom)
The Mixed Up Bull From Palermo And Other Italian Fun Songs (2004) Édition collector COL 6716 (Ré-édition de l'album du même nom)
Lou Monte Sings for Your...Again (2002) Ronray Records*
1. Pepino the Italian Mouse
2. She's Got To Be A Saint
3. Nicolina
4. I Have An Angel In Heaven
5. Lazy Mary
6. An Old Fashioned Girl
7. Cathedral Town
8. Skinny Lena
9. I Really Don't Want To Know
10. Fascinating Rhythm
11. I've Got A Crush On You
12. Sheik Of Araby
13. The Darktown Strutters Ball

Lou Monte's Greatest Hits Part 2 (2007) Ronray Records*
1. Shaddap You Face
2. Lazy Mary
3. The Sheik of Napoli
4. Darktown Strutters Ball
5. Jerusalem, Jerusalem
6. Babalucci
7. Mrs. Brown’s Donkey (never before released)
8. Darktown Disco
9. The Sheik Disco
10. In My Own Little Way

Plus 6 morceaux en bonus.